# Yessotoxin
Yessotoxin ist Polyether-Naturstoff, der zwei Sulfatgruppen aufweist. Die Verbindung wird von marinen Dinoflagellaten produziert und von Muscheln akkumuliert.

## Geschichte
Yessotoxin wurde zum ersten Mal 1986 aus der Kammmuschel Mizuhopecten yessoensis isoliert. Die Struktur wurde 1987 publiziert, die absolute Konfiguration aber erst 1996.

## Vorkommen

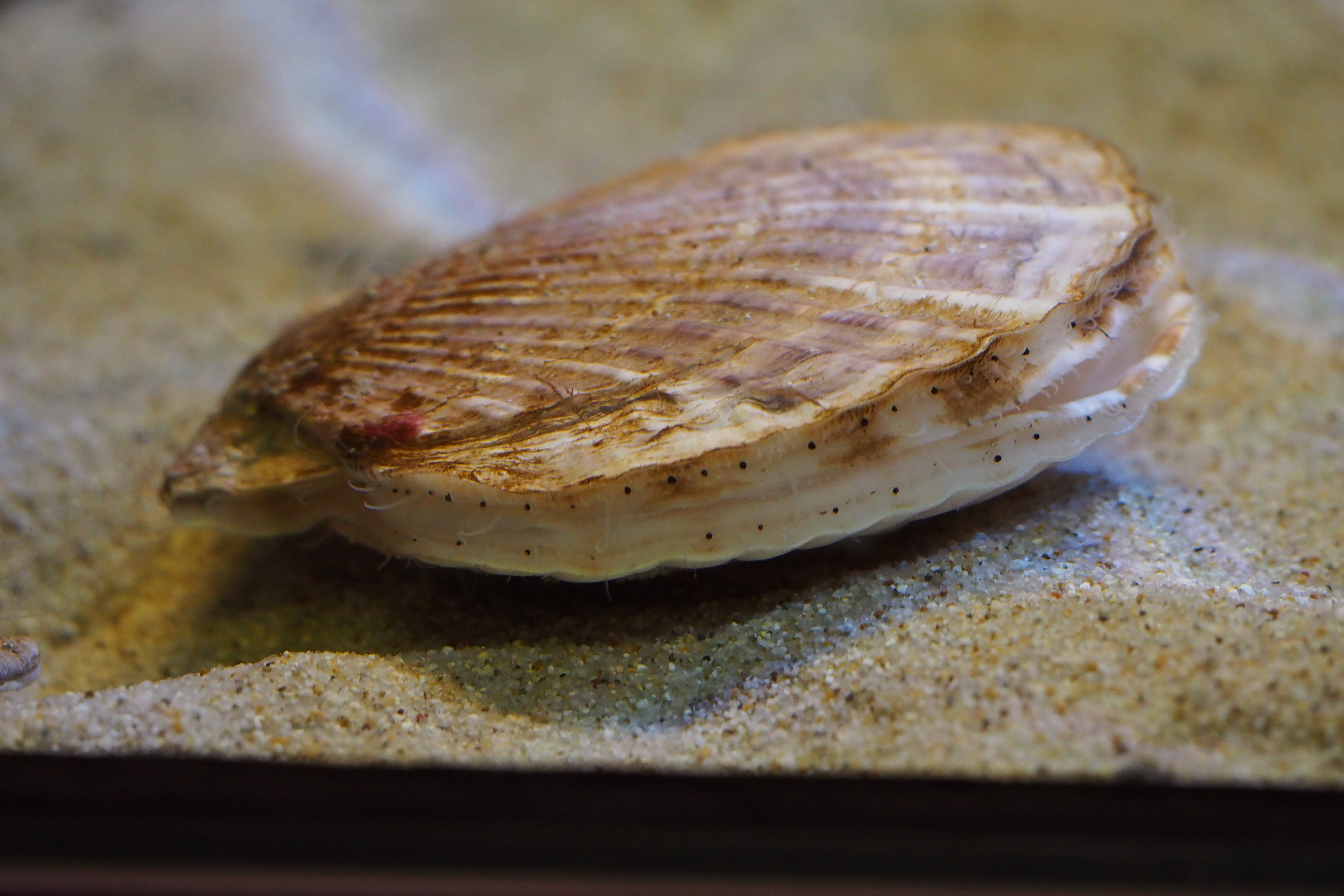
Japanische Kammmuschel Mizuhopecten yessoensis

Yessotoxin ist eine Verbindung, die in Meeresfrüchten auftritt, aber von Dinoflagellaten produziert wird, beispielsweise von Protoceratium reticulatum, einer in Küstenregionen weitverbreiteten Art. Weitere Arten, die die Verbindung produzieren, sind Lingulodinium polyedrum und Gonyaulax spinifera (Gattung Gonyaulax). Akkumuliert wird sie in Muscheln, die die prozierenden Organismen durch Filtrieren als Nahrung aufnehmen. Die Verbindung wurde in Proben aus diversen Gebieten nachgewiesen, unter anderem aus Norwegen, Spanien, Neuseeland, Chile, Russland und Japan. Beispielsweise wurde von Gonyaulax spinifera produziertes Yessotoxin in neuseeländischen Grünlippmuscheln nachgewiesen.

## Eigenschaften
Durch Erhitzen am Rückfluss in Dioxan und Pyridin können die Sulfatgruppen abgespalten werden.

## Biologische Eigenschaften und Toxizität
Zeitweise wurde Yessotoxin mit Muschelvergiftungen assoziiert. Neueren Erkenntnissen zufolge tritt es zwar zusammen mit Muschelgiften auf, ist aber für die Vergiftungssymptome nicht mitverantwortlich. In einem Versuch an Mäusen ergab sich ein intraperitonealer LD50 von 80–100 μg/kg Körpergewicht. Bei oraler Verabreichung konnte jedoch keine relevante Toxizität festgestellt werden. Yessotoxin wirkt außerdem fungizid. Weitere biologische Wirkungen der Verbindung sind ebenfalls bekannt. Insbesondere wirkt sie cytotoxisch beziehungsweise Apoptose-induzierend.

## Verwandte Verbindungen
Eine große Zahl strukturell eng verwandter Verbindungen sind bekannt. Teilweise werden diese Verbindungen zusammengefasst als Yessotoxine bezeichnet. Strukturell verwandt ist die Verbindung außerdem mit den Brevetoxinen und den Ciguatoxinen.